# Atl (divinità)
Atl nella mitologia azteca era il dio dell'acqua. Questo termine compare anche in alcuni nomi e toponimi composti della lingua azteca, con il significato generico di "acqua". Alcuni esempi:
- xocoatl (acqua amara, da cui secondo alcuni deriva la parola cioccolata)
- Aztlán ( vicino all'acqua, nome di un'isola)
- naui-atl (quattro acqua, nome di un sistema di misurazione del tempo)

I sostenitori della realtà storica del mito di Atlantide hanno ipotizzato un nesso fra questo termine ed il nome del mitico continente perduto. Secondo loro, infatti, gli aztechi altro non sono che i discendenti dei sopravvissuti al leggendario cataclisma che colpì l'isola di Atlantide. Questa teoria non è però supportata da prove.